# Docelles
Docelles é uma comuna francesa na região administrativa do Grande Leste, no departamento de Vosges. Estende-se por uma área de 8.74 km². Em 2010 a comuna tinha 883 habitantes (densidade: 101 hab./km²).